# 190

## Esdeveniments
- febrer - Henan (Xina): Una coalició encapçalada per Yuan Shao inicia una campanya contra Dong Zhuo, dominador a la cort de l'Imperi Han.[1]
- Ecbàtana (Atropatene): Osroes II controla el país en la seva rebel·lió contra Vologès IV pel tron de Pàrtia.[2]
- Xina: Primera referència escrita a l'ús de l'àbac xinès.

## Naixements
- Alexandria (Egipte): Sant Dionís, patriarca d'Alexandria. (m. 265)

## Necrològiques
- Sardes (Àsia Menor): Sant Melitó, bisbe, escriptor apologeta, màrtir.
- Egipte: Llucià, escriptor grec.